# Sullivan-Nunatakker
Die Sullivan-Nunatakker sind drei Nunatakker im ostantarktischen Mac-Robertson-Land. In der Aramis Range der Prince Charles Mountains ragen sie etwa 3 km nordöstlich des Mount Bewsher auf.
Luftaufnahmen der Australian National Antarctic Research Expeditions dienten ihrer Kartierung. Das Antarctic Names Committee of Australia benannte sie nach Reginald N. Sullivan, Funker auf der Wilkes-Station, der am 22. Juli 1968 bei einem Feldforschungseinsatz gestorben war.